# Байсубіно
Байсу́біно (рос. Байсубино, чув. Пайсупин) — присілок у складі Красноармійського району Чувашії, Росія. Входить до складу Убеєвського сільського поселення.
Населення — 211 осіб (2010; 209 у 2002).
Національний склад:
- чуваші — 100 %